# Lijst van rijksmonumenten in Wijhe
De plaats Wijhe telt 57 inschrijvingen in het rijksmonumentenregister. Hieronder een overzicht.
| Object | Oorspronkelijke functie?      | Bouwjaar                                     | Architect       | Locatie                                           | Coördinaten?                  | Nr.?   | Afbeelding                                   |
| --- | ----------------------------- | -------------------------------------------- | --------------- | ------------------------------------------------- | ----------------------------- | ------ | -------------------------------------------- |
| Onderkelderd gebouw op rechthoekige plattegrond onder pannen schilddak en voorzien van gietijzeren goten op klossen                                             | Opslagplaats van de dijkstoel | eerste helft 19e eeuw                        |                 | Jan Meesterweg bij 3                              | 52° 23' 44" NB, 6° 8' 8" OL   | 39641  | Meer afbeeldingen                            |
| De Wijhese Molen | Industrie- en poldermolen     | 1703                                         |                 | Molenbelt 1                                       | 52° 23' 9" NB, 6° 8' 10" OL   | 39642  | Meer afbeeldingen                            |
| Nicolaaskerk | Kerk en kerkonderdeel         | 14e eeuw                                     |                 | Kerkstraat 15                                     | 52° 23' 16" NB, 6° 8' 7" OL   | 39643  | Meer afbeeldingen                            |
| Toren van de Nicolaaskerk met vier geledingen | Kerk en kerkonderdeel         | laat romaans 1715 (bovenste deel)            |                 | Kerkstraat bij 15                                 | 52° 23' 17" NB, 6° 8' 6" OL   | 39644  | Meer afbeeldingen                            |
| Twee bouwlagen tellend, onderkelderd pand, dat wordt gedekt door een met pannen belegd afgeknot schilddak, waaronderlangs een eenvoudig geprofileerde gootlijst | Woonhuis                      | laatste helft 19e eeuw                       |                 | Langstraat 48                                     | 52° 23' 15" NB, 6° 8' 8" OL   | 39645  | Meer afbeeldingen                            |
| "De Waag" | Woonhuis                      | 1860 (sluitsteen)                            |                 | Langstraat 50                                     | 52° 23' 16" NB, 6° 8' 7" OL   | 39646  | Meer afbeeldingen                            |
| Eenvoudige boerenwoning onder rietgedekt wolfdak | Boerderij                     | laatste helft 19e eeuw                       |                 | Marledijk 7                                       | 52° 24' 23" NB, 6° 7' 39" OL  | 39647  | Meer afbeeldingen                            |
| Gerestaureerd bouwhuis "Havezathe de Gelder" | Bijgebouwen kastelen enz.     | 1787 en 1788 (vuurmonden)                    |                 | Onder de Gelder 1                                 | 52° 23' 10" NB, 6° 8' 21" OL  | 39649  | Gerestaureerd bouwhuis "Havezathe de Gelder" |
| Wijhe Zicht | Woonhuis                      | 19e eeuw                                     |                 | Oranjelaan 5                                      | 52° 23' 26" NB, 6° 8' 6" OL   | 39650  | Wijhe Zicht                                  |
| Boerderij met dwars woonhuis onder rijzig, met riet gedekt schilddak                                                                                            | Boerderij                     | 1790                                         |                 | Rijksstraatweg 2                                  | 52° 25' 43" NB, 6° 8' 41" OL  | 39652  | Upload foto                                  |
| 't Mottenhuisje | Woonhuis                      | 19e eeuw                                     |                 | Rijksstraatweg 2                                  | 52° 22' 38" NB, 6° 7' 12" OL  | 39653  | 't Mottenhuisje                              |
| Boerderij onder rieten dak | Boerderij                     | 1753                                         |                 | Schipperhuizen 2                                  | 52° 24' 18" NB, 6° 9' 29" OL  | 39654  | 0                                            |
| Wijhendaal | Woonhuis                      | eerste helft 19e eeuw                        |                 | Wijhendaalseweg 6                                 | 52° 23' 37" NB, 6° 8' 14" OL  | 39655  | Meer afbeeldingen                            |
| Boerderijcomplex | Boerderij                     | laatste helft 19e eeuw                       |                 | Marledijk 33                                      | 52° 25' 49" NB, 6° 7' 1" OL   | 47035  | Meer afbeeldingen                            |
| Nijenhuis | Kasteel, buitenplaats         | 1382 (eerste vermelding)                     |                 | Het Nijenhuis 10                                  | 52° 24' 59" NB, 6° 12' 49" OL | 492703 | Meer afbeeldingen                            |
| Nijenhuis: historische parkaanleg | Tuin, park en plantsoen       | waarschijnlijk laatste kwart van de 17e eeuw |                 | Het Nijenhuis 6-14                                | 52° 25' 2" NB, 6° 12' 56" OL  | 492704 | Meer afbeeldingen                            |
| Nijenhuis: westelijk bouwhuis | Bijgebouwen kastelen enz.     | 1687                                         |                 | Het Nijenhuis 8                                   | 52° 25' 1" NB, 6° 12' 47" OL  | 492706 | Meer afbeeldingen                            |
| Nijenhuis: oostelijk bouwhuis | Bijgebouwen kastelen enz.     | 1694                                         |                 | Het Nijenhuis 12                                  | 52° 25' 1" NB, 6° 12' 47" OL  | 492707 | Meer afbeeldingen                            |
| Nijenhuis: hoofdinrijhek | Tuin, park en plantsoen       | tweede helft van de 19e eeuw                 |                 | Het Nijenhuis 6                                   | 52° 25' 4" NB, 6° 12' 40" OL  | 492708 | Meer afbeeldingen                            |
| Nijenhuis: brug over buitengracht, toegangshek naar voorplein en keermuren met balustrade                                                                       | Tuin, park en plantsoen       | 17e/18e/19e eeuw                             |                 | Het Nijenhuis 10                                  | 52° 24' 60" NB, 6° 12' 41" OL | 492709 | Meer afbeeldingen                            |
| Nijenhuis: toegangsbrug met keermuur over binnengracht | Tuin, park en plantsoen       | begin 18e eeuw                               |                 | Het Nijenhuis 10                                  | 52° 25' 1" NB, 6° 12' 40" OL  | 492710 | Meer afbeeldingen                            |
| Nijenhuis: brug en keermuur bij erf van het westelijk bouwhuis                                                                                                  | Tuin, park en plantsoen       | 18e/19e eeuw                                 |                 | Het Nijenhuis 8                                   | 52° 25' 1" NB, 6° 12' 40" OL  | 492711 | Upload foto                                  |
| Nijenhuis: brug naar voormalige oostelijke nutstuin | Tuin, park en plantsoen       | eind 17e eeuw/begin 18e eeuw                 |                 | Het Nijenhuis 12                                  | 52° 24' 60" NB, 6° 12' 41" OL | 492712 | Upload foto                                  |
| Nijenhuis: twee pijlers aan de zuidzijde van het oostelijke bouwhuis                                                                                            | Tuin, park en plantsoen       | 17e eeuw                                     |                 | Het Nijenhuis 12                                  | 52° 25' 1" NB, 6° 12' 53" OL  | 492713 | Upload foto                                  |
| Nijenhuis: twee pijlers aan de zuidzijde van het westelijke bouwhuis                                                                                            | Tuin, park en plantsoen       | 17e eeuw                                     |                 | Het Nijenhuis 8                                   | 52° 25' 0" NB, 6° 12' 45" OL  | 492714 | Upload foto                                  |
| Nijenhuis: portierswoning | Bijgebouwen kastelen enz.     | laat 19e eeuw                                |                 | Het Nijenhuis 6                                   | 52° 25' 5" NB, 6° 12' 47" OL  | 492715 | Meer afbeeldingen                            |
| Nijenhuis: schuur | Bijgebouwen kastelen enz.     | 19e eeuw                                     |                 | Het Nijenhuis 6                                   | 52° 25' 5" NB, 6° 12' 47" OL  | 492716 | Meer afbeeldingen                            |
| Nijenhuis: duiventil | Tuin, park en plantsoen       | 19e eeuw                                     |                 | Het Nijenhuis 6                                   | 52° 25' 4" NB, 6° 12' 45" OL  | 492717 | Meer afbeeldingen                            |
| Nijenhuis: vier pijlers bij brug | Tuin, park en plantsoen       | 17e eeuw                                     |                 | Het Nijenhuis 10                                  | 52° 24' 60" NB, 6° 12' 41" OL | 492718 | Upload foto                                  |
| Nijenhuis: volière | Tuin, park en plantsoen       | 19e eeuw                                     |                 | Het Nijenhuis 10                                  | 52° 24' 58" NB, 6° 12' 49" OL | 492719 | Upload foto                                  |
| Nijenhuis: tuinhuis | Tuin, park en plantsoen       | 19e eeuw                                     |                 | Het Nijenhuis 10                                  | 52° 24' 55" NB, 6° 12' 60" OL | 492720 | Upload foto                                  |
| Nijenhuis: dubbele dienstwoning | Bijgebouwen kastelen enz.     | 19e eeuw                                     |                 | Het Nijenhuis 14                                  | 52° 25' 4" NB, 6° 12' 57" OL  | 492721 | Meer afbeeldingen                            |
| Nijenhuis: stal | Bijgebouwen kastelen enz.     | tweede helft van de 19e eeuw                 |                 | Het Nijenhuis 8                                   | 52° 25' 1" NB, 6° 12' 46" OL  | 492722 | Upload foto                                  |
| Nijenhuis: dienstwoning | Bijgebouwen kastelen enz.     | 18e/19e eeuw                                 |                 | Het Nijenhuis 8                                   | 52° 25' 0" NB, 6° 12' 46" OL  | 492723 | Meer afbeeldingen                            |
| Nijenhuis: bakhuisje | Bijgebouwen kastelen enz.     | 18e/19e eeuw                                 |                 | Het Nijenhuis 8                                   | 52° 25' 1" NB, 6° 12' 46" OL  | 492724 | Meer afbeeldingen                            |
| Nijenhuis: moestuinmuur | Tuin, park en plantsoen       | eerste helft 18e eeuw                        |                 | Het Nijenhuis 10                                  | 52° 25' 1" NB, 6° 12' 40" OL  | 492725 | Upload foto                                  |
| Dwarshuisboerderij opgetrokken over één bouwlaag in rode baksteen op een T-vormige plattegrond                                                                  | Boerderij                     | 1920                                         |                 | Onder de Gelder 2                                 | 52° 23' 30" NB, 6° 8' 45" OL  | 521736 | Upload foto                                  |
| Boerderij van het hallehuistype | Boerderij                     | 1900                                         |                 | Onder de Gelder 2                                 | 52° 23' 30" NB, 6° 8' 45" OL  | 521737 | Upload foto                                  |
| R.K. kruisbasiliek "Willibrordus" | Kerk en kerkonderdeel         | 1913 (ingebruikname)                         | H. Kroes        | Boerhaar 41                                       | 52° 22' 30" NB, 6° 9' 5" OL   | 521739 | Meer afbeeldingen                            |
| Pastorie met aangebouwd koetshuis | Kerkelijke dienstwoning       | 1912-1913                                    |                 | Boerhaar 43                                       | 52° 22' 30" NB, 6° 9' 5" OL   | 521740 | Upload foto                                  |
| Eenbeukige kruiskerk "OLV Onbevl.Ontv" | Kerk en kerkonderdeel         | 1870 (ingebruikname)                         | Gerard te Riele | Stationsweg 9                                     | 52° 23' 31" NB, 6° 8' 22" OL  | 521742 | Meer afbeeldingen                            |
| Pastorie | Kerkelijke dienstwoning       | 1871                                         |                 | Stationsweg 7                                     | 52° 23' 31" NB, 6° 8' 22" OL  | 521743 | Pastorie                                     |
| Voormalig herenhuis met koetshuis (thans boerderij) | Woonhuis                      | 1862                                         |                 | Boerhaar 51                                       | 52° 22' 26" NB, 6° 9' 2" OL   | 521744 | Upload foto                                  |
| Notariswoning | Woonhuis                      | 1857-1890                                    |                 | Dijk 4                                            | 52° 23' 25" NB, 6° 7' 53" OL  | 521745 | Notariswoning                                |
| Villa Waterloo | Woonhuis                      | ca. 1865                                     |                 | Stationsweg 23                                    | 52° 23' 33" NB, 6° 8' 28" OL  | 521746 | Upload foto                                  |
| Elshofsmolen (incomplete molen met pakhuis) | Industrie- en poldermolen     | 1895                                         |                 | Elshof 25B                                        | 52° 23' 37" NB, 6° 12' 1" OL  | 527603 | Meer afbeeldingen                            |
| De Jonge Gerrit (incomplete molen) | Industrie- en poldermolen     | 1851                                         |                 | langs spoorlijn, Stationsweg/ Prins Hendrikstraat | 52° 23' 27" NB, 6° 8' 23" OL  | 527683 | Meer afbeeldingen                            |
| De Gelder: bouwhuis | Bijgebouwen kastelen enz.     | eerste kwart 18e eeuw of ouder               |                 | Onder de Gelder 1                                 | 52° 23' 10" NB, 6° 8' 21" OL  | 519657 | Meer afbeeldingen                            |
| De Gelder: parkaanleg | Tuin, park en plantsoen       | 18e eeuw                                     |                 | Onder de Gelder bij 1                             | 52° 23' 11" NB, 6° 8' 27" OL  | 519658 | Upload foto                                  |
| De Gelder: koetshuis | Bijgebouwen kastelen enz.     | laatste kwart 19e eeuw                       |                 | Onder de Gelder bij 1                             | 52° 23' 10" NB, 6° 8' 21" OL  | 519659 | Meer afbeeldingen                            |
| De Gelder: hekken | Tuin, park en plantsoen       | midden 18e eeuw                              |                 | Onder de Gelder bij 1                             | 52° 23' 11" NB, 6° 8' 27" OL  | 519660 | Meer afbeeldingen                            |
| De Gelder: bruggen en keermuur | Tuin, park en plantsoen       | 18e eeuw                                     |                 | Onder de Gelder bij 1                             | 52° 23' 11" NB, 6° 8' 27" OL  | 519661 | Meer afbeeldingen                            |
| De Gelder: Villa "Boslust" | Bijgebouwen kastelen enz.     | 1910-1915                                    |                 | Onder de Gelder bij 1                             | 52° 23' 10" NB, 6° 8' 21" OL  | 519662 | Upload foto                                  |
| De Gelder: schuur | Bijgebouwen kastelen enz.     | begin 20e eeuw                               |                 | Onder de Gelder bij 1                             | 52° 23' 10" NB, 6° 8' 21" OL  | 519663 | Upload foto                                  |
| De Gelder: ijskelder | Tuin, park en plantsoen       | 18e/19e eeuw                                 |                 | Onder de Gelder bij 1                             | 52° 23' 10" NB, 6° 8' 21" OL  | 519664 | Meer afbeeldingen                            |
| De Gelder: duiventil | Tuin, park en plantsoen       | 19e eeuw                                     |                 | Onder de Gelder bij 1                             | 52° 23' 11" NB, 6° 8' 27" OL  | 519665 | Meer afbeeldingen                            |
| De Gelder: tuinsieraden (stel kanonnen en twee niet identieke sokkels)                                                                                          | Tuin, park en plantsoen       | 18e eeuw                                     |                 | Onder de Gelder bij 1                             | 52° 23' 14" NB, 6° 8' 36" OL  | 529711 | Upload foto                                  |